# الجرمكية
الجرمكية قرية سوريّة تتبع إداريّاً لمحافظة حلب منطقة السفيرة ناحية الحاجب، بلغ تعداد سكانها (549) نسمة حسب التعداد السكاني لعام 2004.